# Publio Servilio Vatia Isaurico (console 79 a.C.)
Publio Servilio Vatia Isaurico (latino: Publius Servilius Vatia Isauricus; anni 120 a.C. – 44 a.C.) è stato un politico e militare romano della Roma repubblicana.

## Biografia
Nipote di Quinto Cecilio Metello Macedonico, nel 100 a.C. prese le armi col resto del partito senatoriale contro Lucio Apuleio Saturnino. Probabilmente nel 98 a.C.ca fu tribuno della plebe e forse nel 90 a.C. fu pretore in Sardegna o in Cilicia, diventando poi propretore nell'89-88 a.C., terminando la magistratura con un trionfo.
Silla lo fece eleggere console nel 79 a.C.; l'anno successivo fu proconsole in Cilicia, con l'incarico di sgominarne i pirati. Vatia riuscì a sconfiggerli in mare, obbligandoli ad abbandonare i porti e a rifugiarsi tra le montagne. Seguirono tre anni di guerra molto difficile per le truppe romane, che si trovavano ad affrontare un nemico avvezzo alle montagne in cui si combatteva. Vatia, che era un comandante energico e risoluto, prese quasi subito la città di Olimpo in Licia, ai piedi dell'omonimo monte, strappandola a Zeniceto, che morì per difenderla. Iniziò poi una marcia per la Pamphilia, dove prese Phaselis, fino ad entrare in Cilicia, dove conquistò la fortezza costiera di Corico (Corycus). Avendo strappato ai ribelli tutte le città costiere, fece attraversare all'esercito il Tauro per la prima volta alle armi romane, e diresse verso l'interno, intenzionato a prendere la capitale degli Isauri, Isaura, cosa che ottenne facendo deviare il corso di un fiume e prendendo la città per sete. Per la sua brillante condotta, fu acclamato imperator dalle truppe e ricevette l'agnomen Isaurico. Dopo aver fornito una amministrazione alla nuova provincia, tornò a Roma, dove nel 74 a.C. celebrò un trionfo. La minaccia dei pirati non era stata però completamente debellata, e presto risorse.
Servilio divenne uno degli uomini di maggior spicco del Senato, ed è citato frequentemente negli scritti di Marco Tullio Cicerone. Fu uno dei giudici del processo contro Verre (70 a.C.); nel 66 a.C. sostenne la proposta di conferire a Gneo Pompeo Magno il comando della guerra contro i pirati, e combatté anche nell'ultima fase della terza guerra mitridatica, quale comandante della flotta, sempre a fianco del Magno; nel 63 a.C. venne sconfitto nelle elezioni a pontefice massimo, da uno degli uomini che avevano servito sotto di lui contro i pirati, Gaio Giulio Cesare; nello stesso anno sostenne Cicerone nella soppressione della Congiura di Catilina, chiedendo al Senato di infliggere la pena di morte ai congiurati; nel 57 a.C. fu tra coloro che aiutarono Cicerone a tornare dall'esilio, mentre nel 55 a.C. ricoprì la carica di censore assieme a Marco Valerio Messalla Nigro. Non prese parte alle guerre civili, probabilmente a causa della sua età avanzata.
Morì nell'estate del 44 a.C. all'età di circa 80 anni, godendo fino all'ultimo di ottima salute.